# 吉本歩未
吉本 歩未（よしもと あゆみ、3月13日） は、日本の女性ナレーター。奈良県出身。フリー。
資格：小学校教諭一種、幼稚園教諭一種、保育士資格、普通自動車免許。特技：歌、楽器演奏、耳コピ。趣味：バンド活動、ペット、雑学。

## 出演作品

### TV-CMナレーション
- 誰ガ為のアルケミスト (ダンまちⅢ)

### TVナレーション
- サタデーステーション ネット企画（テレビ朝日系列）
- タカラベnews＆talk（BS11）
- インサイドOUT（第１・第３金曜担当）（BS11）
- まるっと！サタデー（TBS）

### TVボイスオーバー
- 幸せ!ボンビーガール（日本テレビ系列）
- スッキリ（日本テレビ系列）
- スッキリ お受験企画シリーズ第2弾（日本テレビ系列）
- ザ・ノンフィクション（フジテレビ系列）
- 坂上どうぶつ王国（フジテレビ系列）
- 目撃!超逆転スクープ5 殺人者の微笑み（フジテレビ系列）
- 目撃！超逆転スクープ7 家族を引き裂く衝撃のミステリー事件簿（フジテレビ系列）
- ノンストップ!（フジテレビ系列）
- 芸能人モヤモヤ事件簿（フジテレビ系列）
- ドラマ甲子園「受験ゾンビ」（フジテレビTWO）

### Web・VPナレーション
- 消防庁
- 青森県自治体
- クリーク・アンド・リバー社 カンパニー報道局（ホットペッパービューティー）
- ちよだ猫まつり
- パナソニック (SJ展)（スマートワーク）
- 新潟県私立幼稚園・認定こども園協会
- テリー伊藤＆ワタミ（から揚げの天才）
- ワタミの宅食
- 新型コロナウイルス感染防止のためのアナウンス（東海汽船、スーパーマーケット、商店街、投票所）
- 中外製薬株式会社
- 株式会社リクルート
- 株式会社りそな銀行
- 大成建設株式会社
- 株式会社 GOESWELL
- 株式会社東リース
- 株式会社細村建設
- 日鉄ソリューションズ株式会社
- 株式会社ユニリタ
- 株式会社阪急交通社
- ウエルシア薬局株式会社
- 株式会社長野県Ａ・コープ
- アイホン株式会社